# Thalassoma robertsoni
Thalassoma robertsoni es una especie de peces de la familia Labridae en el orden de los Perciformes.

## Morfología
- Los machos pueden llegar alcanzar los 7,8 cm de longitud total.[1]

## Distribución geográfica
Se encuentra al este del Pacífico central: Isla de Clipperton.